# Isaac Chansa
Isaac Chansa, född 23 mars 1984 i Kitwe, är en zambisk fotbollsspelare.
Han har tidigare spelat för bland annat Chambish FC, Power Diamonds FC, Orlando Pirates FC och Helsingborgs IF. Han har även representerat sitt hemland Zambia på landslagsnivå.